# Eutolmus rufibarbis
Eutolmus rufibarbis är en tvåvingeart som först beskrevs av Johann Wilhelm Meigen 1820.  Eutolmus rufibarbis ingår i släktet Eutolmus och familjen rovflugor. Arten är reproducerande i Sverige. Inga underarter finns listade i Catalogue of Life.

## Bildgalleri

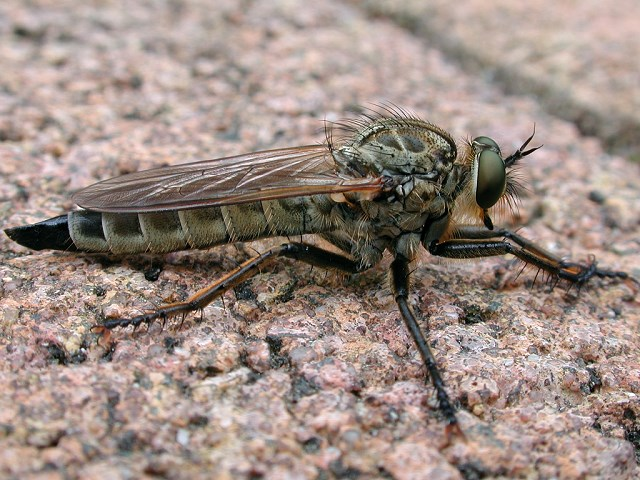
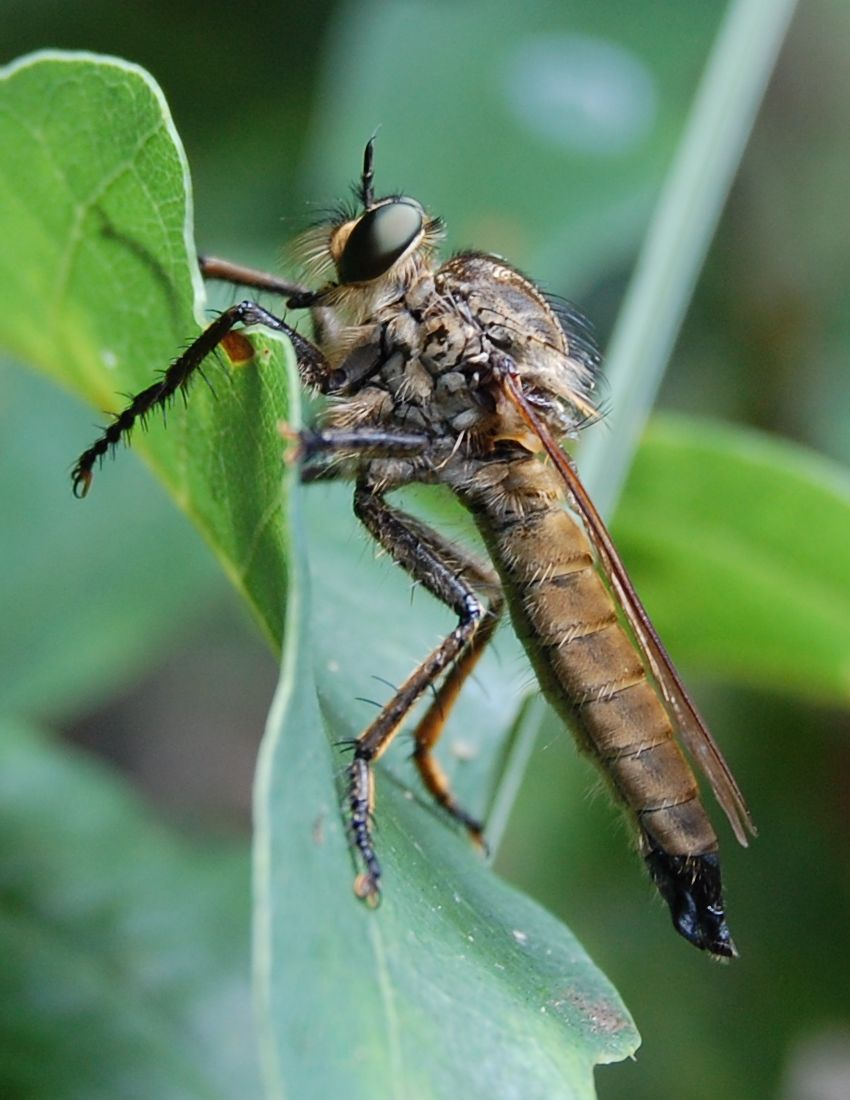
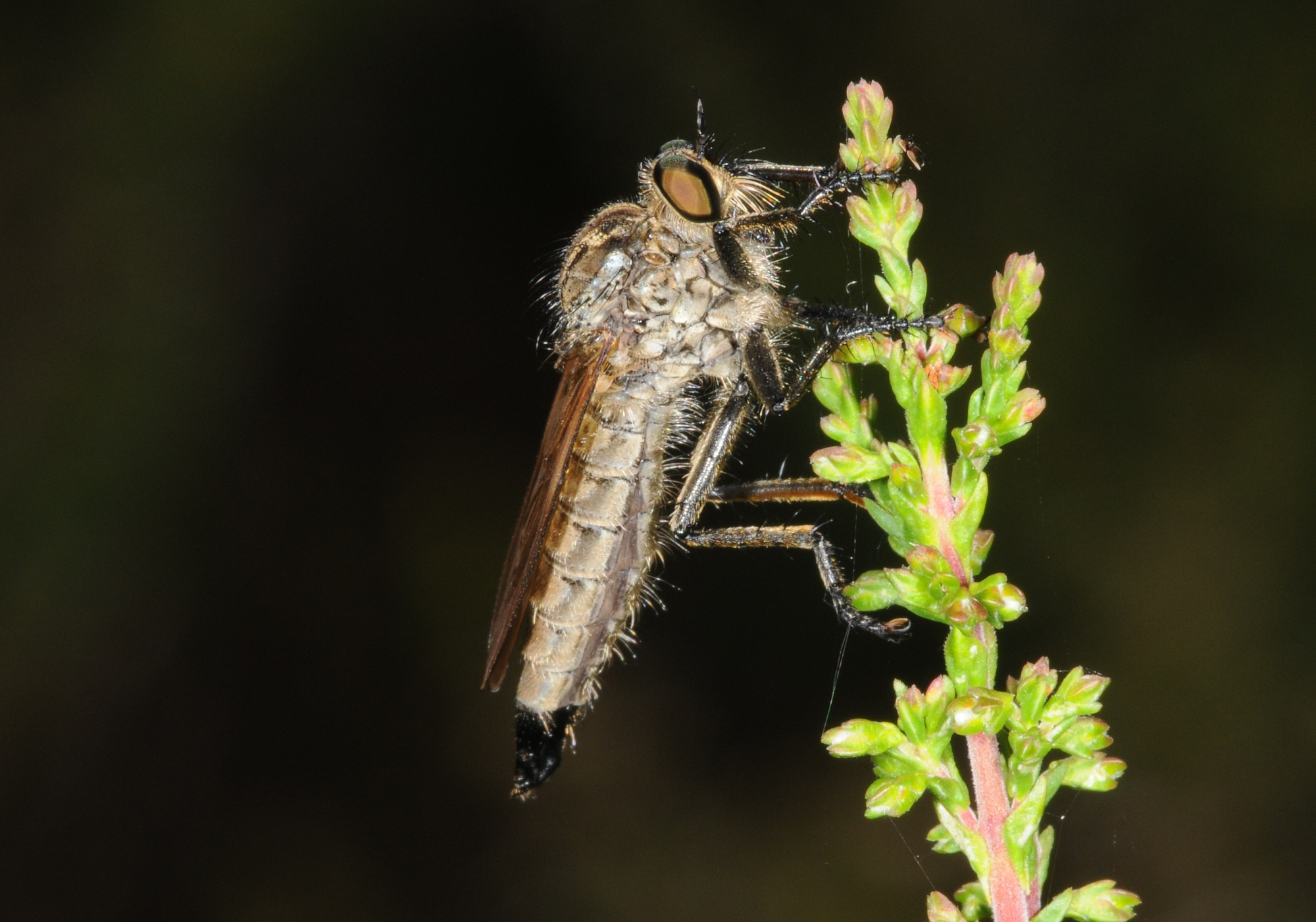